# ゲン・フクナガ
ゲン・フクナガ（Gen Fukunaga、福永 元、1962年3月21日 - ）は、アメリカ合衆国の事業家。ファニメーション会長兼CEO。妻はファニメーション共同創設者のシンディ・ブレナン・フクナガで、子供は3人いる。おじはプロデューサー、演出家の堀長文。

## 人物
兵庫県伊丹市で生まれ、インディアナ州ウェストラファイエットで育つ。8年生（中学2年）時に一度日本に帰国した後、アメリカに戻り、ウェストラフィエット高校を1979年に卒業。同年からパデュー大学で電気工学を学び、1984年に修士号を取得。1987年から1989年までコロンビア大学ビジネス・スクールで学び、経営学修士号を取得。
1984年8月から1987年8月までフロリダ州ボカラトンのIBMにてエンジニアとして勤務。1989年から1990年までニューヨークのアクセンチュアにて上級顧問を務める。1990年からタンデムコンピューターズのプロダクトマネージャーを1994年まで務め、同年にニューヨークのアクセンチュアにて上級顧問を務める。
1994年に日本製アニメ・実写映画を中心にアジア製の映像作品をアメリカに配給する企業ファニメーションを妻のシンディとともに設立。アニメ関係の仕事を始めた理由として、「日本に一時帰国した際にアニメの面白さを知り、それを紹介したいと思った」と述べている。
おじの堀長文が東映に勤めていたことから、ファニメーションの最初の資産として『ドラゴンボール』シリーズの北米における権利を東映アニメーションから取得。『ドラゴンボール』シリーズが1998年にヒットしてから事業を伸ばし、ファニメーションは北米最大の日本アニメ企業に数えられるまでになった。アメリカのカルチャー業界紙ICv2は2006年にフクナガをアメリカのアニメ業界で一番影響力がある人物に選んでいる。
2005年、ファニメーションがナヴァールに買収された後も社長の地位を維持し、2011年に自身を含む投資家グループがナヴァールからファニメーションを買い取った。
2011年、GameSambaの取締役会長となる。
2017年、ファニメーションがソニー・ピクチャーズ テレビジョンに買収された後も同社の社長職を継続していたが、2019年2月に辞任し会長に就任した。